# Arachnothère pâle
Arachnothera dilutior
Espèce
L’Arachnothère pâle (Arachnothera dilutior) est une espèce d’oiseaux de la famille des Nectariniidae.
Cet oiseau vit sur l'île de Palawan aux Philippines.